# 拉吉斯拉夫·希穆内克
拉吉斯拉夫·希穆内克（捷克語：Ladislav Šimůnek，1916年10月4日—1969年12月7日），捷克男子足球运动员，司职前锋。他曾代表捷克斯洛伐克国家队参加1938年国际足联世界杯，结果队伍止步八强。